# Pembroke (Malte)
Malta - Pembroke - Triq Tobruk - Clocktower Pembroke.jpg
Pour les articles homonymes, voir Pembroke.
Pembroke est une localité maltaise au nord de San Ġiljan. C'est une banlieue résidentielle aisée.

## Géographie
Sa taille est de 2.3 kilomètres carrés et il est à 6 kilomètres de la capitale La Valette.
| Naxxar | Mer Méditerranée |                  |
| Swieqi | Pembroke         | Mer Méditerranée |
|        | Swieqi           | San Ġiljan       |

## Histoire
Pembroke, la ville la plus récente de Malte, a été nommée ainsi en 1859 en l'honneur du douzième "comte de Pembroke" et secrétaire britannique à la guerre. Pembroke à d'un côté la Mer Méditerranée et des trois autres côtés la ville de San Ġiljan et les quartiers résidentiels de Is-Swieqi et Baħar iċ-Ċagħaq.

## Patrimoine et culture

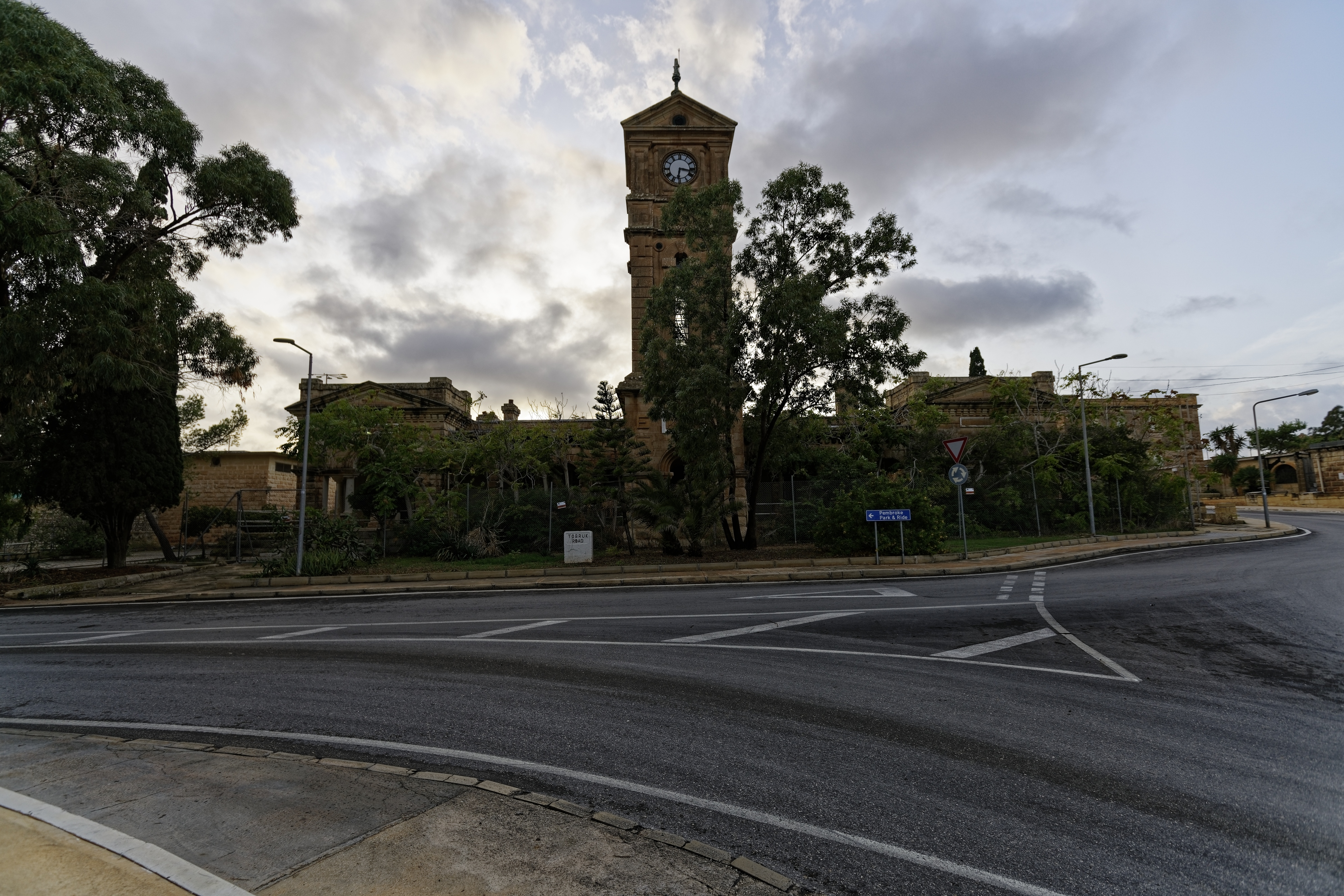
L'horloge de Pembroke

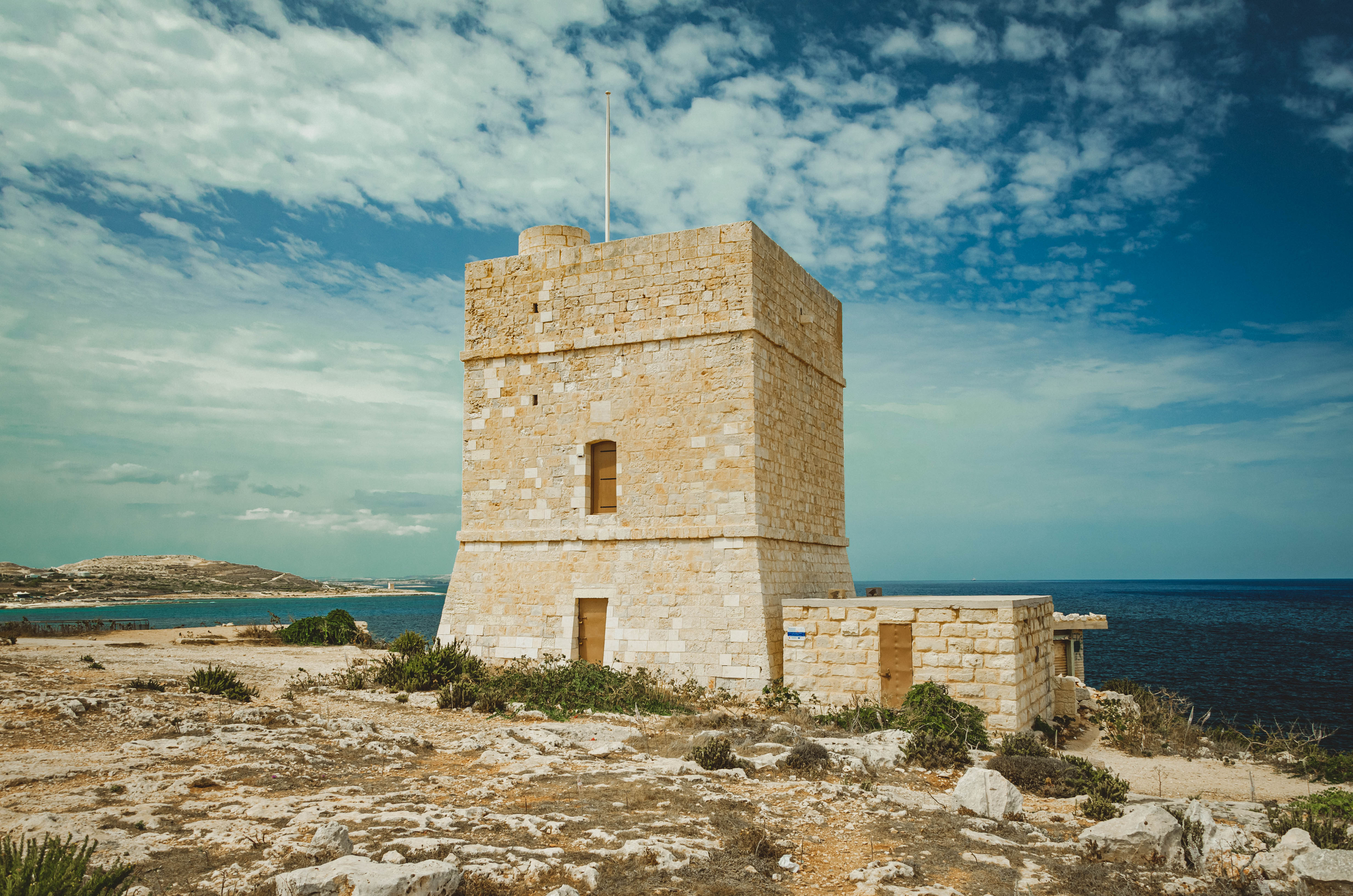
La tour de Madaliena

## Jumelages
La ville de Pembroke est jumelée avec :
- Pembroke Dock (Pays de Galles)
- Pembroke (Pays de Galles)
- Roccalumera (Italie)